# Isomerida amicta
Isomerida amicta là một loài bọ cánh cứng trong họ Cerambycidae.